# Кукушко благотворително братство
Кукушкото благотворително братство е патриотична, културно-просветна и благотворителна обществена организация на македонски българи от град Кукуш и околията му, съществувала в българската столица София. Братството е закрито след Деветосептемврийския преврат в 1944 година от комунистическата власт.

## История
Братството е основано след Първата световна война, като първият опит през зимата на 1918/1919 година е неуспешен поради съпротива на левите дейци, начело с Никола Петров.
На 20 януари 1922 година д-р Константин Станишев председателства събрание на живеещи в София бежанци от град Кукуш и района, на което се взима решение за основаване на Кукушко благотворително братство „Св. Кирил и Методий“. Целта на Братството е формулирана като „културно-просветна и благотворителна: да помага на бедни свои членове, да се грижи за запазване традициите и обичаите в Кукушкия край, да изучава исторически Кукуш и околията му и да се грижи за културното и просветно издигане на членовете си“. Избира се тричленна комисия за изработване на Устав, състояща се от д-р Константин Станишев, Гоце Попов и Атанас Гълъбов. Избира се временно настоятелство за управление с председател проф. д-р Александър Станишев, секретар Гоце Попов и членове Иван М. Палазов, Христо хаджи Сульков и Мицо Хр. Търпанов. Уставът е приет на 1 февруари 1922 година.
Делегати от братството на обединителния конгрес на СМЕО и МФРО от януари 1923 година са Дионисий Кандиларов, Атанас Яранов, Константин Станишев и Милан Хаджипопов.
На 15 януари 1924 година на редовно общо събрание е приет нов устав (утвърден на 19 юли същата година от Министерството на вътрешните работи и народното здраве) на Братството, което ще носи името „Св. Георги“. В Устава е описан печата му: „с триъгълна форма с надпис околовръстно „Кукушко Благотворително Братство „Св. Георги“ и в средата на печата изображение на манастира „Св. Георги“. Избрано е ново настоятелство, при това с пълно единодушие, което на 20 януари е конституирано така: Туше Делииванов – председател, Павел Христов – подпредседател, Атанас Гълъбов – секретар, Александър Басмаджиев – касиер, Коста Червениванов – помощник-секретар, Никола Имов – помощник-касиер, Коста Гугушев, Димитър Христов и Любомир Попов – съветници. В контролната комисия са М. Хаджипопов, Н/ Аначков и Т. Михаилов.
На 14 февруари 1932 година Кукушкото благотворително братство решава да приеме името на големия български революционер от Кукуш Гоце Делчев. Приет е нов печат, описан така: „в кръгла форма, с околовръстен надпис „Кукушко Благотво. Братство „Гоце Делчев“ в София, в средата ликът на Гоце Делчев“. На същото събрание съставът на настоятелството е намален от 9 на 7 души, без помощник-касиер и помощник-секретар; в дневния ред е и приемане на Правилник на „Фонда Читалище Кукуш“.
Ръководството на Братството в 1933 година се състои от Димитър Шопов – председател, Иван Палазов  – подпредседател, Благой Динков – секретар, Ат. Даскалов – касиер, и членове К. Гугушев, Наке Тишинов и Тома Динев.
Ръководството, избрано през април 1934 година, е в състав Димитър Шопов – председател, Тома Динев – подпредседател, Георги Константинов (Костадинов) – секретар, Петър Сакъов – касиер, и членове Иван М. Палазов, Димитър Георгиев и Александър Д. Балов. Контролната комисия е от Иван А. Палазов, Благой Динков и Миро Панов.
През септември 1934 година Братството подписва протестен протокол срещу Деветнадесетомайския преврат.
След основаването си Братството поддържа левицата в македонското освободително движение независимо от опитите на десницата да го овладее. Председатели са и Христо Станишев, Атанас Яранов и дълги години Никола Манолев.
През 1936 година в управителното тяло на кукушкото братство влизат Никола Мицов Манолев, Борис Димитров Пиргов, Христо Трайков Ираклийски, Христо Нанов Даков, Борис Костадинов Сярков, Диниш Атанасов, Димитър Попгеоргиев, Георги Димитров Тишинов, Георги Христов Басмаджиев и Теодор Димитров Гогов.  През 1937 година касиер е Христо Даков.
През 1941 година председател на братството е Петър Трайков, а подпредседател – Георги Тишинов.
На 19 октомври 1944 година е проведено общо събрание на братството, на което се изказват Ангел Динев, Петър Хаджиделев и Петър Влахов. В новото настоятелство влизат Никола Манолев (председател), Петър Хаджиделев (секретар), Милан Кукуларов (касиер) и членове Петър Сакъов, Димитър Бучков, Ирина Дарева и Георги Иванов.
Комунистическата власт прекратява съществуването на Кукушкото благотворително братство „Гоце Делчев“ през 1952 година, а имуществото му е прехвърлено към Комуналното стопанство „Държавни имоти“ (Решение на Софийския окръжен съд от 1 август 1952).
- Протокол за избор на настоятелство (15 януари 1924)
- Протокол за преименуване на Братството от „Св. Георги“ на „Гоце Делчев“ (1932)
- Резолюция на Софийския окръжен съд за преименуването на Братството (1934)
- Резолюция на Софийския околийски съд за закриване на Братството (1 август 1952)

## Издания
В периода на съществуването си Кукушкото благотворително братство издава много периодични издания, както и специални издания. Братството издава списанието „Кукуш“ в 1924 година и „Гоцев лист“ (1933 – 1937). През 1945 година издаването на Гоцев лист става съвместно с Националния комитет на македонската емиграция в България.
В 1933 година Братството издава книгата „Последните дни на Кукуш“ от Владимир Караманов, последния кукушки  окръжен управител.
- Списание „Кукуш“, 24 май 1924 година
- Първи брой на „Гоцев лист“ 1933 година
- Гоцев лист, 1936 година
- Гоцев лист, 1937 година
- Гоцев лист, 1945 година. Съвместно издание на Братството и Националния комитет